# Alain Baroja
Pour les articles homonymes, voir Baroja (homonymie) et Méndez.
Alain Baroja Méndez, né le 23 octobre 1989 à Acarigua au Venezuela, est un footballeur international vénézuélien, qui évolue au poste de gardien de but.

## Biographie

### Carrière en club
Avec le Caracas FC, Alain Baroja dispute 7 matchs en Copa Libertadores, et 4 matchs en Copa Sudamericana.
Le 17 juillet 2015, l'AEK Athènes parvient à un accord avec le Caracas FC pour le transfert d'Alain Baroja sur un prêt d'un an. 
Il commence en tant que gardien titulaire au sein du club grec, mais le 17 décembre 2015, il est victime d'une blessure au doigt lors d'un entraînement, et doit reste éloigné des terrains pendant au moins un mois.

### Carrière internationale
Alain Baroja compte 12 sélections avec l'équipe du Venezuela depuis 2015. 
Il est convoqué pour la première fois par le sélectionneur national Noel Sanvicente pour un match amical contre le Honduras le 4 février 2015 (victoire 3-2). 
Il participe à la Copa América 2015, où il joue l'intégralité des matchs en tant que titulaire, le Venezuela étant éliminé au premier tour de la compétition.

## Palmarès
- Avec le Caracas FC
  - Vainqueur de la Coupe du Venezuela en 2013

## Statistiques
| Saison                | Club                  | Championnat           | Championnat | Championnat | Coupe(s) nationale(s) | Coupe(s) nationale(s) | Compétition(s) continentale(s) | Compétition(s) continentale(s) | Compétition(s) continentale(s) | Venezuela | Venezuela | Total | Total |
| Saison                | Club                  | Division              | M.          | B.          | M.                    | B.                    | Comp.                          | M.                             | B.                             | M.        | B.        | M.    | B.    |
| 2011-2012             | Llaneros Guanare      | Primera División      | 29          | 0           | -                     | -                     | -                              | -                              | -                              | -         | -         | 29    | 0     |
| 2012-2013             | Caracas FC            | Primera División      | 27          | 0           | 3                     | 0                     | CL                             | 5                              | 0                              | -         | -         | 35    | 0     |
| 2013-2014             | Caracas FC            | Primera División      | 32          | 0           | 5                     | 0                     | CL                             | 2                              | 0                              | -         | -         | 39    | 0     |
| 2014-2015             | Caracas FC            | Primera División      | 31          | 0           | -                     | -                     | CS                             | 4                              | 0                              | 6         | 0         | 41    | 0     |
| 2015-2016             | AEK Athènes           | Superleague           | 14          | 0           | 2                     | 0                     | -                              | -                              | -                              | 6         | 0         | 22    | 0     |
| Total sur la carrière | Total sur la carrière | Total sur la carrière | 133         | 0           | 10                    | 0                     | -                              | 11                             | 0                              | 12        | 0         | 166   | 0     |